# Buck Henry
Henry Zuckerman, conhecido como Buck Henry (Nova Iorque, 9 de dezembro de 1930 – Los Angeles, 8 de janeiro de 2020), foi um ator, roteirista e diretor estadunidense, mais conhecido por seu trabalho na televisão e em filmes cômicos e satíricos. 

## Morte
Morreu no dia 8 de janeiro de 2020, aos 89 anos, em decorrência de um ataque cardíaco.